# Stephan Koren

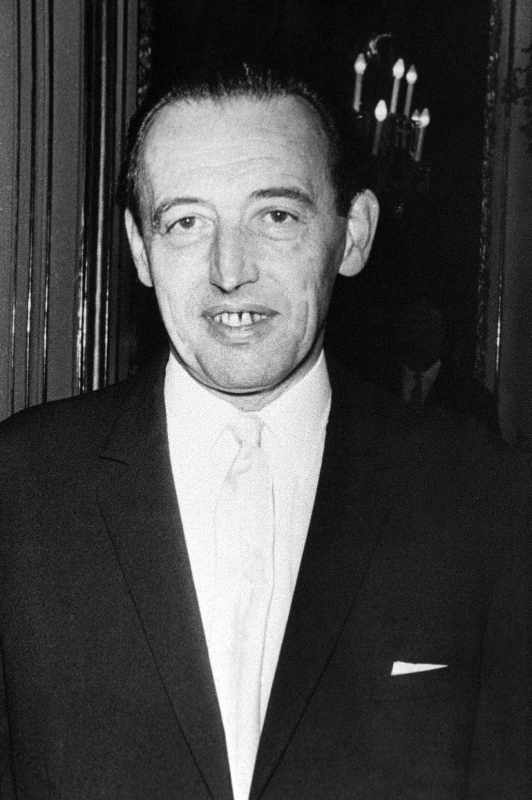
Stephan Koren (1960er)

Stephan Koren (* 14. November 1919 in Wiener Neustadt als Stefan Josef Johann Koren; † 26. Jänner 1988 in Wien) war ein österreichischer Politiker (ÖVP) und Wirtschaftswissenschaftler. Er war österreichischer Finanzminister (1968 bis 1970), Oppositionsführer im Nationalrat als Klubobmann des ÖVP-Parlamentsklubs (1970 bis 1978) und Präsident der Oesterreichischen Nationalbank (1978 bis 1988).

## Leben
Stephan Koren wurde als Sohn des aus der Südsteiermark stammenden Gelegenheitsarbeiters und zum Zeitpunkt der Geburt seines Sohnes als Schlosser tätigen Stefan Koren (* 1. Juli 1879; † 11. Jänner 1955) und dessen Ehefrau Maria (geborene Neuhold; * 6. August 1883), einer Waldviertler Bauerstochter und Stickerin, in Wiener Neustadt geboren und am 23. November 1919 auf den Namen Stefan Josef Johann getauft.  Seine Eltern hatten am 19. Juli 1914 in der Wiener Karlskirche geheiratet.
Am 11. Juni 1933 wurde er in Wien-Favoriten gefirmt. Er maturierte 1938 an der Realschule Wiener Neustadt. 1941 verlor er bei einem Flugzeugabschuss im Russland-Feldzug seine rechte Hand und durfte in Folge ein Wirtschaftsstudium absolvieren. 1946 promovierte er und begann seine berufliche Laufbahn. Stephan Koren war mit Marianne (geborene Fossek; * 27. September 1923; † 6. August 2002) verheiratet. Sie bekamen sechs Kinder, darunter Elisabeth Bleyleben-Koren und Stephan Koren.

## Berufliche und politische Laufbahn
Koren war von 1945 bis 1965 im österreichischen Wirtschaftsforschungsinstitut tätig, danach dozierte er an der Universität Innsbruck und an der Wirtschaftsuniversität Wien. Als Verfechter einer Hartwährungspolitik prägte er die österreichische Wirtschaftspolitik. Bekannt wurde er durch den Korenplan, ein 1967 erstelltes Wirtschaftskonzept der ÖVP. Ein Jahr später wurde Koren Staatssekretär im Bundeskanzleramt, 1968 bis 1970 auch Finanzminister in der Regierung von Josef Klaus. Anschließend war er von 1970 bis 1978 als Nationalratsabgeordneter während der Regierung Bruno Kreiskys der Klubobmann des ÖVP-Parlamentsklubs und somit Oppositionsführer. Am 10. September 1970 hatte Koren sich in einer Kampfabstimmung um den Klubvorsitz durchgesetzt. Als Mahner aus der Oppositionsseite gegenüber der Politik Kreiskys vom Deficit spending erhielt er den Ruf, eine Kassandra zu sein.
1978 übernahm Koren schließlich das Amt des Präsidenten der Oesterreichischen Nationalbank, das er bis zu seinem Tod ausübte. Ab 1968 war Koren Ehrenmitglied der katholischen Studentenverbindung K.Ö.H.V. Mercuria Wien im ÖCV. Er war Mitglied des Wiener Akademikerbunds.

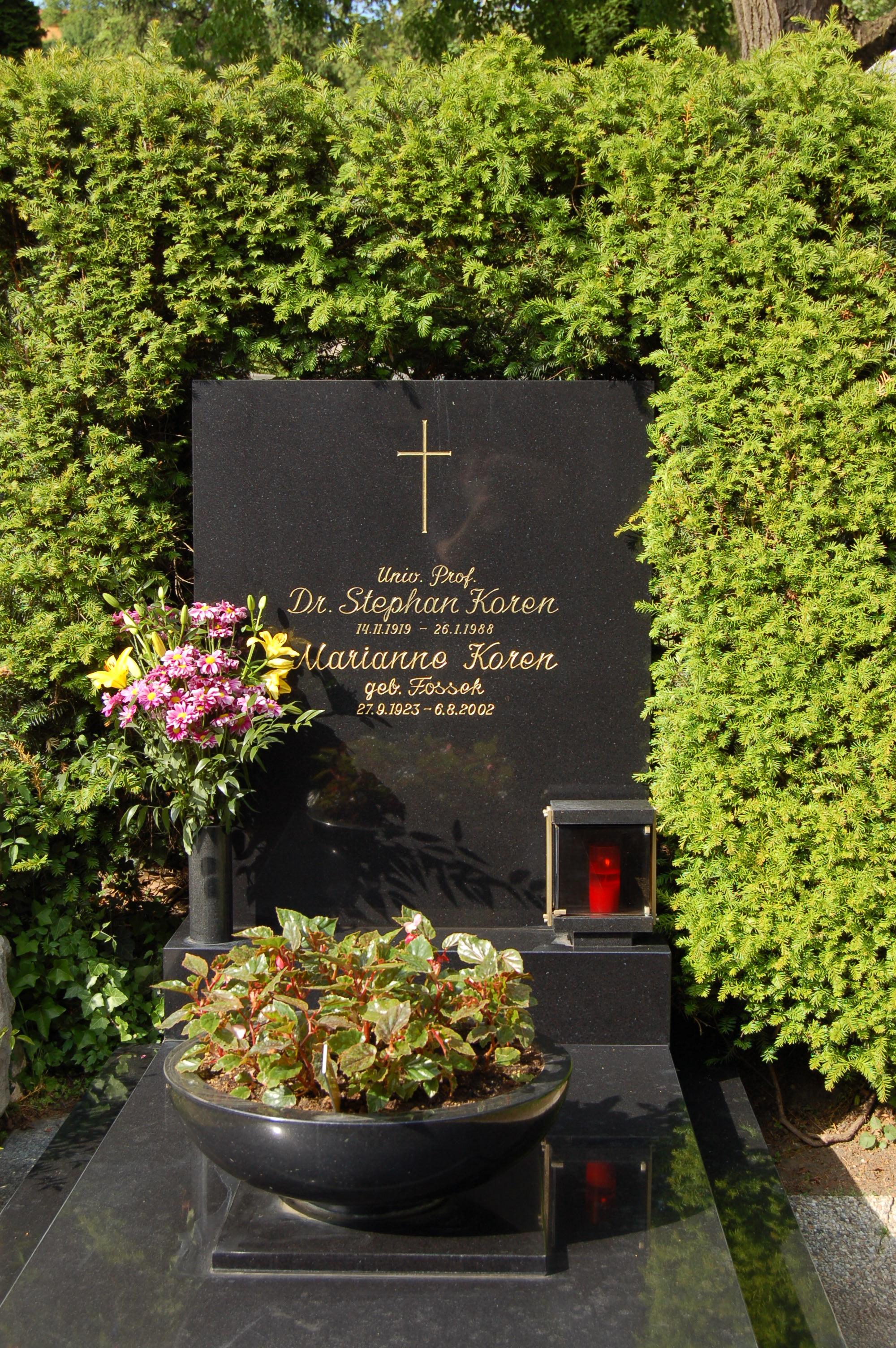
Grabmal von Stephan Koren (2009)

Am 26. Jänner 1988 starb Koren 68-jährig in seinem Haus auf der Adresse Artariastraße 6 in Wien.

## Würdigung
- In Wiener Neustadt ist die Stephan-Koren-Straße nach ihm benannt.

### Stephan Koren-Preis
Der Verband der Professorinnen und Professoren der Wirtschaftsuniversität Wien vergibt seit 1996 jährlich zur Förderung des wissenschaftlichen Nachwuchses den mit € 4.000 dotierten Stephan Koren-Preis. Mit dem Preis werden promovierte Absolventen der Wirtschaftsuniversität Wien für die besten Dissertationen des Studienjahres ausgezeichnet.

#### Preisträger (Auswahl)
- 2012: Francisca Bremberger, Florian Brugger, Ulrike Kaiser, Wolfgang Ziniel
- 2013: Kasper Dziurdz, Wolfgang Fellner, Eva Lienbacher, Barbara Müllauer-Hager, Christiane Schopf
- 2014: Veronika Daurer, Georg Kodydek, Wolf Heinrich Reuter, Sigrid Schefer-Wenzl
- 2015: Florian Huber, Karoline Spies, Gloria Warmuth, Roman Wörner
- 2016: Philipp Piribauer, Fabian Pittke, Marion Stiastny, Daniela Weber
- 2017: Limaj Everist, Marta Glowacka, Thomas Lindner, Florian Nagler, Stephanie Novosel, Petra Sauer
- 2018: Franziska Metz, Viktoria Wöhrer, Johanna Winter, Anna Katharina Struth, Tamás Krisztin, Harald Amberger, Michael Platzer, Adhurim Haxhimusa
- 2019: Julia Bachtrögler, Rosalia Bitterl, Bernhard Burtscher, Nora Cechovsky, Martin Hrusovsky, Björn Schmeißer, Pedro Schoueri, Laura Vana, Markus Wabnegg, Thomas Zörner
- 2020: Alexander Wilfinger, Raphaela Bauer, Julia Riess, Tom Grad, Alexandra Anderluh, Christian Burkart
- 2021: Desiree Auer, Sebastian Vith, Simone Häckl, Jelena Cerar, Mariana Angela Sailer, Florian Findler
- 2023: Lea Katharina Reiss, Lena Werderitsch, Jonas Stumpf, Martin Reisenbichler, Christina Dimitropoulou, Franziska Disslbacher, Jana Hlavinová, Maximilian Weis